# Зелен гверек
Зеленият гверек (Procolobus verus) е вид бозайник от семейство Коткоподобни маймуни (Cercopithecidae). Видът е почти застрашен от изчезване.

## Разпространение и местообитание
Разпространен е в Бенин, Гана, Гвинея, Кот д'Ивоар, Либерия, Нигерия, Сиера Леоне и Того.